# Sarett-oxidatie
De Sarett-oxidatie is een organische reactie, waarbij een alcohol geoxideerd wordt tot een aldehyde of keton, gebruik makend van chroom(VI)oxide en pyridine in dichloormethaan (het zogenaamde Collins-reagens):
Primaire alcoholen (R' = waterstof) worden selectief geoxideerd tot aldehyden (en niet verder tot het carbonzuur omdat gewerkt wordt in watervrije omstandigheden) en secundaire tot ketonen. Tertiaire alcoholen kunnen niet geoxideerd worden.
De organische redoxreactie is vernoemd naar de Amerikaanse scheikundige Lewis Hastings Sarett.